# Festival interceltique de Lorient 1988
La 18e édition du Festival interceltique de Lorient, qui se déroule du 5 au 14 août 1988, est un festival réunissant des artistes (musiciens, chanteurs, danseurs, etc.) venus de Bretagne, Irlande, Ecosse, Galice, Pays de Galles, Asturies, Cornouailles et Île de Man.
Le 7 août, Alan Stivell y donne un concert Halle du Moustoir dans le cadre de la tournée Delirium.
Le Championnat national des bagadoù est remporté par le bagad Kemper.
L'Asturien Berto Varillas (ast) remporte le Trophée MacAllan pour soliste de gaïta.

## Documents vidéo
- « 1988 Bagad Kemper Lorient 1re partie », film amateur sur YouTube - durée : 4 min 48 s.
- « 1988 Bagad Kemper 2e partie Concours de Lorient », film amateur sur YouTube - durée : 6 min 13 s.
- « 1988 Kevrenn Alre Lorient.Partie1.mpg », film amateur sur YouTube - durée : 14 min 45 s.
- « 1988 Kevrenn Alre Lorient.Partie2.mpg », film amateur sur YouTube - durée : 8 min 09 s.